# Ferdinand (Vermont)
Ferdinand ist eine Unincorporated Town im Essex County im US-Bundesstaat Vermont. Sie hatte bei der letzten Volkszählung im Jahr 2020 insgesamt 16 Einwohner. Ferdinand wurde nie formell zu einer Town mit einer eigenen Verwaltung, da die Bevölkerung nie groß genug war. Die Verwaltung der Town erfolgt durch das Unified Towns & Gores of Essex County. Es ist Teil der Berlin Micropolitan Statistical Area.

## Geografie

### Geografische Lage
Ferdinand liegt zentral im Essex County. Der Nulhegan River durchfließt im Norden die Town in östlicher Richtung, zudem gibt es weitere kleine Bäche, die im Nulhegan River münden. Den Süden der Town entwässert der Paul Stream. Es gibt mehrere kleine Seen auf dem Gebiet der Town, die größten sind der South American Pond und der Mile Pond. Die Oberfläche ist hügelig, die höchste Erhebung ist der 967 m hohe Seneca Mountain Middle Peak.

### Nachbargemeinden
Alle Entfernungen sind als Luftlinien zwischen den offiziellen Koordinaten der Orte aus der Volkszählung 2010 angegeben.
- Norden: Lewis, 7,7 km
- Nordosten: Brunswick, 12,8 km
- Südosten: Maidstone, 16,9 km
- Süden: Granby, 6,4 km
- Südwesten: East Haven, 2,8 km
- Westen: Newark, 16,7 km
- Nordwesten: Brighton, 10,0 km

### Klima
Die mittlere Durchschnittstemperatur in Ferdinand liegt zwischen −11,7 °C (11 °Fahrenheit) im Januar und 18,3 °C (65 °Fahrenheit) im Juli. Damit ist der Ort gegenüber dem langjährigen Mittel der USA um etwa 9 Grad kühler. Die Schneefälle zwischen Mitte Oktober und Mitte Mai liegen mit mehr als zwei Metern etwa doppelt so hoch wie die mittlere Schneehöhe in den USA. Die tägliche Sonnenscheindauer liegt am unteren Rand des Wertespektrums der USA, zwischen September und Mitte Dezember sogar deutlich darunter.

## Geschichte
Ferdinand wurde am 13. Oktober 1761 mit einer Fläche von 23.000 acres (etwa 60 km²) als einer der New Hampshire Grants durch Benning Wentworth gegründet. Er benannte die Town nach einem nahen Verwandten von König George III., Prinz Karl Wilhelm Ferdinand.
Die Bahnstrecke Portland–Island Pond führte durch Ferdinand mit einer Haltestelle in der Ansiedlung Wenlock. In Wenlock gab es ein Postamt, das im Jahr 1923 geschlossen wurde. Ferdinand ist eine von fünf Towns, die anderen sind Averill, Glastenbury, Lewis und Somerset, in Vermont, die nie in größerem Maße besiedelt wurden. Die Town wurde nie organisiert.

### Einwohnerentwicklung
| Volkszählungsergebnisse – Town of Ferdinand, Vermont | Volkszählungsergebnisse – Town of Ferdinand, Vermont | Volkszählungsergebnisse – Town of Ferdinand, Vermont | Volkszählungsergebnisse – Town of Ferdinand, Vermont | Volkszählungsergebnisse – Town of Ferdinand, Vermont | Volkszählungsergebnisse – Town of Ferdinand, Vermont | Volkszählungsergebnisse – Town of Ferdinand, Vermont | Volkszählungsergebnisse – Town of Ferdinand, Vermont | Volkszählungsergebnisse – Town of Ferdinand, Vermont | Volkszählungsergebnisse – Town of Ferdinand, Vermont | Volkszählungsergebnisse – Town of Ferdinand, Vermont |
| Jahr                                                 | 1800                                                 | 1810                                                 | 1820                                                 | 1830                                                 | 1840                                                 | 1850                                                 | 1860                                                 | 1870                                                 | 1880                                                 | 1890                                                 |
| ---------------------------------------------------- | ---------------------------------------------------- | ---------------------------------------------------- | ---------------------------------------------------- | ---------------------------------------------------- | ---------------------------------------------------- | ---------------------------------------------------- | ---------------------------------------------------- | ---------------------------------------------------- | ---------------------------------------------------- | ---------------------------------------------------- |
| Einwohner                                            |                                                      |                                                      |                                                      |                                                      |                                                      |                                                      | 34                                                   | 33                                                   | 40                                                   | 73                                                   |
| Jahr                                                 | 1900                                                 | 1910                                                 | 1920                                                 | 1930                                                 | 1940                                                 | 1950                                                 | 1960                                                 | 1970                                                 | 1980                                                 | 1990                                                 |
| Einwohner                                            | 41                                                   | 213                                                  | 106                                                  | 18                                                   | 17                                                   | 10                                                   | 16                                                   | 14                                                   | 12                                                   | 23                                                   |
| Jahr                                                 | 2000                                                 | 2010                                                 | 2020                                                 | 2030                                                 | 2040                                                 | 2050                                                 | 2060                                                 | 2070                                                 | 2080                                                 | 2090                                                 |
| Einwohner                                            | 33                                                   | 32                                                   | 16                                                   |                                                      |                                                      |                                                      |                                                      |                                                      |                                                      |                                                      |

## Wirtschaft und Infrastruktur

### Verkehr
In Westöstlicher Richtung verläuft die Vermont State Route 105 durch den nördlichen Teil der Town von Brighton nach Brunswick. Es gibt nur wenige weitere Straßen in Ferdinand.

### Öffentliche Einrichtungen
Das North Country Hospital & Health Care in Newport ist das nächstgelegene Krankenhaus für die Bewohner der Town.

### Bildung
In Ferdinand gibt es keine Schule und keine weiteren infrastrukturelle Einrichtungen. Diese stehen in benachbarten Gemeinden zur Verfügung. Die nächste Schule und Bibliothek befinden sich in Brighton und Brunswick.